# Hans Krebs (Offizier)

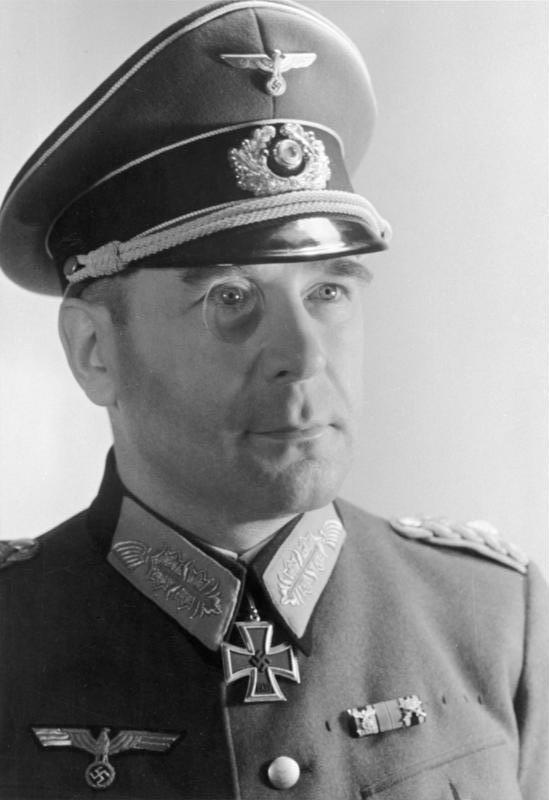
Hans Krebs (1944)

Hans Otto Wilhelm Eugen Krebs (* 4. März 1898 in Helmstedt, Herzogtum Braunschweig; † 1. Mai 1945 in Berlin) war ein deutscher General der Infanterie und gegen Ende des Krieges Generalstabschef des Heeres im Zweiten Weltkrieg.
Nachdem sich Krebs als 16-Jähriger im Ersten Weltkrieg als Freiwilliger gemeldet hatte, blieb er auch nach dessen Ende beim Militär und bekleidete im Laufe der Jahre immer höhere Posten. Als Generalleutnant war er ab Frühjahr 1943 an der Planung mehrerer militärischer Operationen im Zuge des Deutsch-Sowjetischen Krieges sowie der Ardennenoffensive beteiligt.
Ende März 1945, also nur wenige Wochen vor Kriegsende, wurde Krebs Generalstabschef. In dieser Funktion wurde er während der Schlacht um Berlin damit beauftragt, einen Waffenstillstand mit der Roten Armee auszuhandeln. Kurz nachdem dieses Vorhaben gescheitert war, beging Krebs Suizid. Eine Woche nach seinem Tod beendete die Bedingungslose Kapitulation der Wehrmacht den Zweiten Weltkrieg.

## Leben

### Familie und Schulzeit
Hans Krebs war das ältere von zwei Kindern des Oberlehrers Otto Gustav Hugo Krebs und dessen Frau Adele, geb. Glaser. Seine Schwester Margarete Annemarie Minna Adele wurde ein Jahr später geboren.
Bis zum Alter von 15 Jahren lebte die Familie in Helmstedt, wo Krebs das Gymnasium Julianum besuchte. 1913 erfolgte ein Umzug nach Goslar. Dort ging der offenbar begabte Schüler (er übersprang eine Klasse) auf das Ratsgymnasium.

### Erster Weltkrieg
Krebs trat nach Ausbruch des Ersten Weltkrieges als Freiwilliger am 3. September 1914 in das Hannoversche Jäger-Bataillon Nr. 10 in Goslar ein.
Als Fahnenjunker erfolgte am 27. November seine Versetzung in das Infanterie-Regiment „Herzog Friedrich Wilhelm von Braunschweig“ (Ostfriesisches) Nr. 78. Am 19. März 1915 kam er mit seinem Regiment an der Westfront in Frankreich zum Einsatz.

### Zwischenkriegszeit
Nach Kriegsende wurde er 1919 in die Reichswehr übernommen, ab 1920 diente er mit Unterbrechungen im 17. Infanterie-Regiment in Braunschweig. Am 29. April 1920 heiratete Krebs Ilse Wittkop. 1921 wurde Tochter Anne-Marie geboren, 1925 ihre Schwester Lieselotte.
Oberleutnant Krebs (seit 1. April 1925) durchlief in dieser Zeit unter anderem die Generalstabsausbildung. 1927 diente er beim 6. (Preußisches) Pionier-Bataillon in Minden, 1928 befand er sich wieder in Braunschweig beim 17. Infanterie-Regiment.
Hauptmann Krebs wurde 1930 ins Reichswehrministerium nach Berlin versetzt, wo er die russische Sprache erlernte. 1931 wurde er der Abteilung Fremde Heere zugeteilt und absolvierte in deren Auftrag Reisen in die Sowjetunion und den Fernen Osten. Nach kurzem Intermezzo als Assistent des Militärattachés in Moskau in den Jahren 1933/34 war er bis 1935 Kompaniechef im Infanterie-Regiment Gumbinnen und anschließend bis 1937 Erster Generalstabsoffizier (Ia) der 24. Infanterie-Division.
Im Oktober 1937 kehrte Krebs als Erster Generalstabsoffizier der 11. Abteilung des Generalstabs des Heeres (Generalstabsausbildung und Vorschriften) nach Berlin zurück. Diese Abteilung führte er ab Oktober 1938 für ein Jahr und wurde in dieser Stellung zum Oberstleutnant befördert.

### Zweiter Weltkrieg

#### Westfeldzug und Aufstieg zum Generalleutnant
Nach Beendigung des Überfalls auf Polen wurde Krebs zeitweilig in die Führerreserve des Oberkommandos des Heeres (OKH) versetzt, um im Dezember 1939 zum Chef des Generalstabs des VII. Armeekorps ernannt zu werden. Mit diesem nahm er 1940 am Westfeldzug teil.

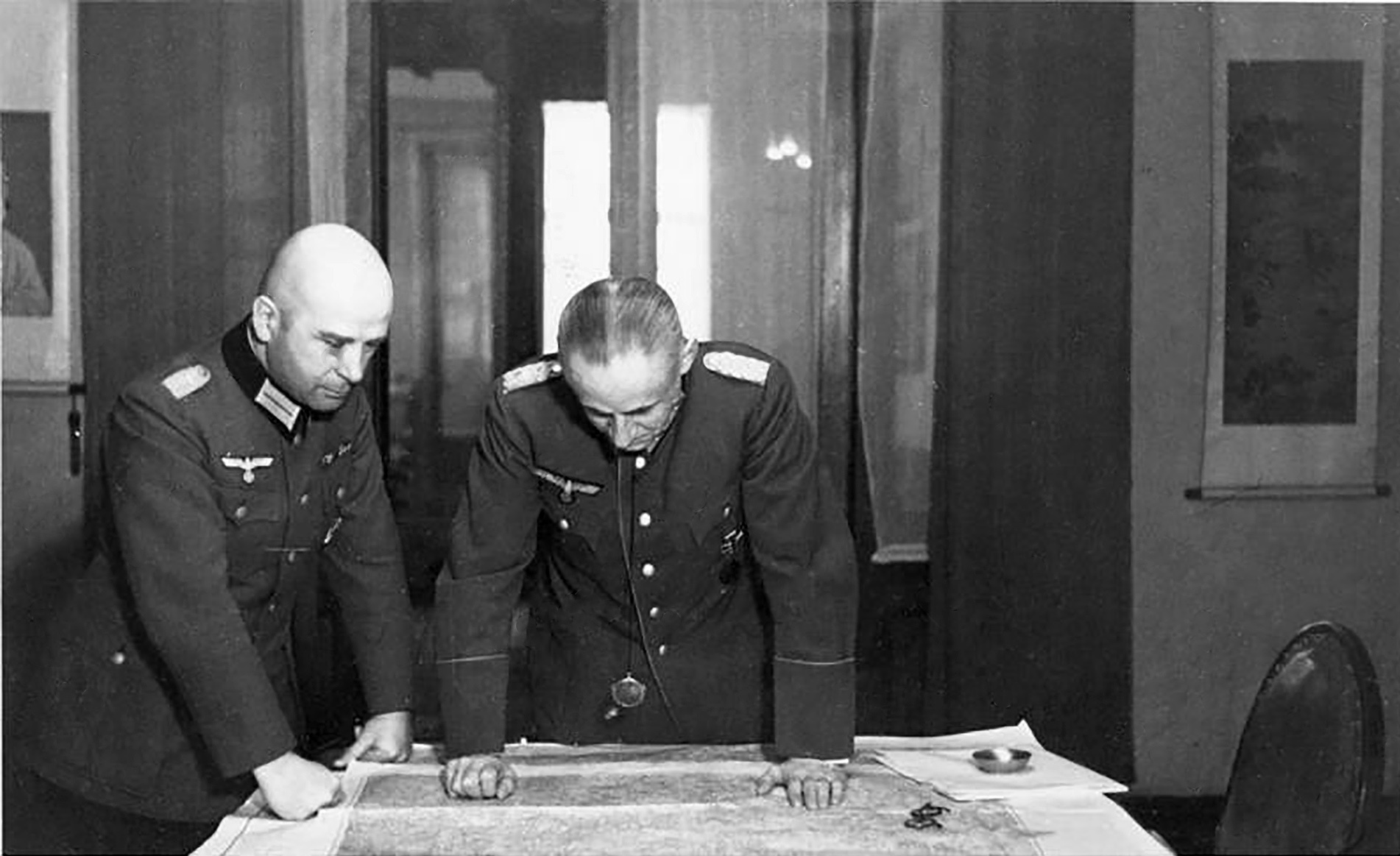
Hans Krebs mit Ernst-August Köstring, 1941

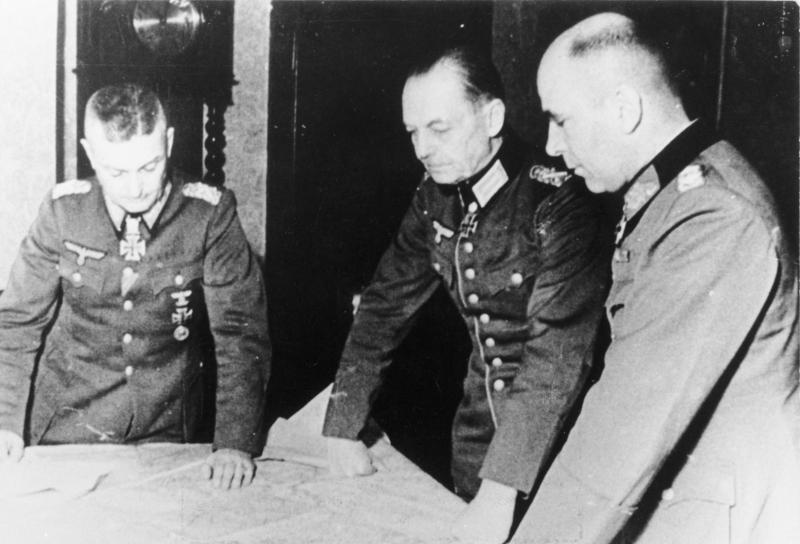
Die Feldmarschälle Model und von Rundstedt sowie General Krebs bei einer Besprechung im November 1944

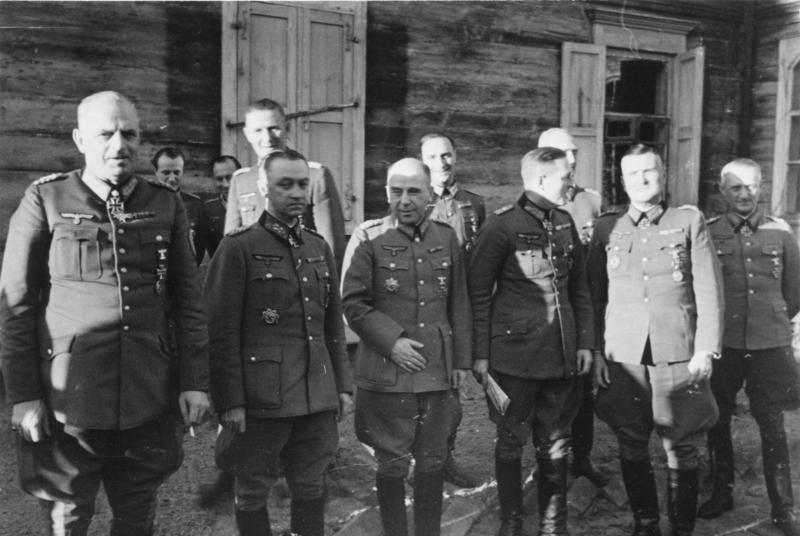
Hohe Offiziere der Heeresgruppe Mitte in Russland, Mai 1944. Links Ernst Busch, Hans Krebs 3. v. l.

Im Oktober 1940 wurde er zum 1. Assistenten des Militärattachés in Moskau (Ernst-August Köstring) ernannt und zum Oberst befördert. In dieser Stellung verblieb er bis zum deutschen Angriff auf die Sowjetunion im Juni 1941. Nach einer Tätigkeit im OKH wurde Krebs im Januar 1942 zum Chef des Generalstabs der 9. Armee ernannt, die im Bereich der Heeresgruppe Mitte eingesetzt war, und in dieser Stellung zum Generalmajor befördert. Nach erneuter Versetzung in die Führerreserve wurde er im März 1943 Chef des Generalstabs der Heeresgruppe Mitte und wenig später zum Generalleutnant befördert. Seit dem Frühjahr des Jahres war er an sämtlichen Operationen im Mittelabschnitt der Ostfront maßgeblich beteiligt. In mehreren Beurteilungen seiner Arbeit und Persönlichkeit wurde ihm u. a. eine „feste nationalsozialistische Haltung“ attestiert.

#### Weiterer Kriegsverlauf und Nachfolge von Guderian
Im September 1944 wurde Krebs als Chef des Generalstabs der Heeresgruppe B (Generalfeldmarschall Walter Model) an die Westfront versetzt. Hier war er unter anderem an den Planungen des Unternehmens „Wacht am Rhein“ (Ardennenoffensive) beteiligt. Am 17. Februar 1945 wurde Krebs mit der Vertretung Walther Wencks als Chef der Operationsabteilung im Generalstab des Heeres beauftragt. Bei dem alliierten Bomberangriff auf Wünsdorf am 15. März 1945 wurde er leicht verwundet. Am 29. März wurde Krebs dann mit der Wahrnehmung der Amtsgeschäfte des Generalstabschefs des Heeres beauftragt und damit Nachfolger von Heinz Guderian, den Hitler nach einer letzten Auseinandersetzung am Tage zuvor des Postens enthoben hatte. Er war der letzte Generalstabschef vor der deutschen Gesamtkapitulation. Am 29. April unterzeichnete er als Zeuge neben Joseph Goebbels, Wilhelm Burgdorf und Martin Bormann Hitlers politisches Testament.

#### Verhandlung mit der Sowjetunion
Vom neuen Reichskanzler Goebbels und dem Parteiminister Bormann erhielt Krebs den Auftrag, Verhandlungen mit der Sowjetunion über einen Separatfrieden zu führen. Krebs schien für die Verhandlungen bestens geeignet, da er aus seiner Moskauer Zeit über gute Russischkenntnisse verfügte. Am Morgen des 1. Mai 1945 machte sich der neue Generalstabschef gegen 2 Uhr auf den Weg zu seinem sowjetischen Verhandlungspartner, Generaloberst Wassili Tschuikow, dem Oberbefehlshaber der 8. sowjetischen Gardearmee. Er erreichte ihn gegen 3:50 im Haus Schulenburgring 2 in Berlin-Tempelhof. Nach einiger Wartezeit wurde er in einen Raum mit einer größeren Anzahl hoher sowjetischer Offiziere geführt, denen er mitteilte, er sei bevollmächtigt, Kontakt zwecks Aushandlung eines Waffenstillstandes aufzunehmen. Des Weiteren seien die Anwesenden die ersten, die vom Tode Hitlers erführen. Krebs verlas ein Schreiben von Goebbels, in dem dieser eine Waffenruhe forderte, damit sich die von Hitler in seinem politischen Testament bestimmte neue deutsche Regierung zusammensetzen könne. Krebs übergab anschließend die Kabinettsliste.

### Gescheiterte Verhandlungen und Tod
Während der Verhandlungen rief der von der Situation überraschte Tschuikow Marschall Georgi Schukow an, um ihn u. a. über Hitlers Selbstmord zu informieren; dieser wiederum rief umgehend Stalin in Moskau an. Der sowjetische Diktator lehnte jedoch einen Waffenstillstand unter Bezugnahme auf die Vereinbarungen zwischen den Alliierten ab und forderte die bedingungslose Kapitulation Deutschlands. Auf Krebs’ Bitten wurde von der Roten Armee eine direkte Telefonverbindung zur Reichskanzlei hergestellt. Krebs übermittelte Goebbels telefonisch die Forderungen seiner Verhandlungspartner, die dieser ohne Umschweife ablehnte. Damit waren nach ca. 12 Stunden Dauer weitere Verhandlungen sinnlos geworden. Krebs kehrte in den Führerbunker zurück, wo er auf Hitlers Sekretär Martin Bormann traf, der ihm Versagen vorwarf. Nachdem die meisten Bunkerinsassen am Nachmittag des 1. Mai aus dem Führerbunker geflohen waren und sich von den Offizieren nur noch Krebs und Hitlers Adjutant Wilhelm Burgdorf darin aufhielten, nahmen sich beide gegen 21:30 Uhr im Lageraum das Leben. Zum genauen Zeitpunkt und der Art des Suizids gibt es allerdings widersprüchliche Angaben, sodass auch der 2. Mai 1945 als Todesdatum in Betracht kommt.
Berichten zufolge wurden seine Überreste gemeinsam mit den Überresten Adolf und Eva Hitlers, der Familie Goebbels sowie Hitlers Hunden insgesamt acht Mal, zuletzt in einer sowjetischen Kaserne bei Magdeburg, vergraben. Am 5. April 1970 wurden die menschlichen Überreste von Krebs, Adolf Hitler und Eva Hitler und der Familie Goebbels von Magdeburg auf das Gelände der Kaserne des 248. sowjetischen Garde-Motorisierten-Schützenregiments der 10. Garde-Panzerdivision an der Magdeburger Straße in Schönebeck transportiert. Die Überreste wurden eingeäschert und nach Biederitz transportiert, wo das gesamte Material entsorgt wurde.

## Auszeichnungen
- Eisernes Kreuz (1914) II. und I. Klasse[4]
- Ritterkreuz des Königlichen Hausordens von Hohenzollern mit Schwertern[4]
- Braunschweiger Kriegsverdienstkreuz II. und I. Klasse[4]
- Friedrich-August-Kreuz I. Klasse[4]
- Verwundetenabzeichen (1918) in Schwarz[4]
- Spange zum Eisernen Kreuz II. und I. Klasse
- Deutsches Kreuz in Gold am 26. Januar 1942[5]
- Ritterkreuz des Eisernen Kreuzes mit Eichenlaub[5]
  - Ritterkreuz am 26. März 1944
  - Eichenlaub am 20. Februar 1945 (749. Verleihung)

## Trivia
In dem Film Der Untergang wird Krebs durch Rolf Kanies dargestellt.